# Stachelschrift
Als Stachelschrift bezeichnet man die 1807 von Johann Wilhelm Klein erfundene Blindenschrift. Diese Schrift bestand aus punktiert dargestellten großen lateinischen Buchstaben, die mit Hilfe seines „Stachel-Typen-Apparates“ seitenverkehrt ins Papier gedrückt wurden. Die Buchstaben konnten so von Sehenden gelesen und von Blinden durch die Erhebungen der Durchstiche der Nadeln (Stacheln) ertastet werden. Allerdings musste jeder Buchstabe vollständig mit den Fingern abgefahren werden, ein schnelles Lesen war mit der Stachelschrift nicht möglich.
Auf Grund der Nachahmung der Großbuchstaben mit allen Bögen, Kurven und schrägen Linien konnten die Buchstaben von Blinden auch nicht mit der Hand geschrieben werden. Trotzdem wurden zahlreiche Werke für die Bildung Blinder gedruckt, unter anderem auch in der Berliner Preußisch-Königlichen Blindenanstalt von Johann August Zeune (heute Johann-August-Zeune-Schule für Blinde, siehe Rothenburgstraße (Berlin)).